# Román Solís Zelaya
Román Solís Zelaya (Hospital, San José, 30 de septiembre de 1953-20 de agosto de 2022) fue un jurista costarricense, que se desempeñó como Abogado del Estado entre 1997 y 2001; y como magistrado de la Sala Primera de la Corte Suprema de Justicia de Costa Rica entre 2001 hasta la fecha de su muerte.

## Biografía
Solís Zelaya nació en el distrito metropolitano de Hospital, en el cantón central de San José, el 30 de septiembre de 1953. Cursó la primaria y secundaria en el Colegio Calasanz, y se graduó por la Universidad de Costa Rica con un título de licenciado en derecho en 1977. Cursó estudios post-universitarios en la Universidad de Bolonia, Italia y obtuvo una especialidad en derecho público de la economía en 1980 por la Escuela de Perfeccionamiento en Ciencias en Administrativas. También cursó estudios en la Escuela de Diplomacia y Relaciones Internacionales del Ministerio de Asuntos Exteriores de Italia en 1985 y cursó la carrera de Derecho del Mar en la Academia Internacional de La Haya ese mismo año.
Solís ejercicio liberalmente su profesión como abogado y notario de 1980 a 1984 en el Bufete Dike, ubicado a un costado de los Tribunales de Justicia. Desde 1986 y hasta el 2001 trabajó primero como procurador adjunto, luego como procurador civil, procurador fiscal, y posteriormente fue designado abogado del Estado, en la Procuraduría General de la República.
La Asamblea Legislativa lo escogió magistrado de la Sala Primera de la Corte Suprema de Justicia, empezando funciones el 24 de abril de 2001 y fue reelecto dos veces, venciendo su último nombramiento en el año 2025.
En el Poder Judicial también fungió como presidente de la Comisión Nacional para el Mejoramiento de la Administración de Justicia desde marzo de 2007 hasta la fecha de su muerte. También fue fiscal del Colegio de Abogados y Abogadas de Costa Rica en el año 1989; y fue fiscal de la Academia Nacional de Derecho Público en 1984.
Solís también trabajó como profesor instructor en régimen académico en la facultad de Derecho de la Universidad de Costa Rica en los cursos de derecho público, constitucional, administrativo y teoría del Estado desde 1980 hasta la fecha de su muerte; coordinador del Área de Estudios Independientes de la Facultad de Derecho de la UCR; profesor de derecho administrativo y constitucional en la Escuela Libre de Derecho desde 1982 hasta la fecha de su muerte; y profesor de derecho público y constitucional en la Universidad de La Salle desde 1996 hasta el año 2001.

## Gestión como magistrado
Para el año 2021, el magistrado Solís emitió un 13% de los votos de fondo emitidos por la Sala Primera de la Corte. Al 11 de mayo de ese año solo 103 de los 3521 expedientes en trámite ante esa Sala estaba bajo trámite de Solís.
Solís fue el encargado de dirigir un procedimiento disciplinario en contra de magistrados de la Sala Tercera que desestimaron una causa penal del caso Cementazo usando hechos falsos. Su informe determinó que los jueces Jesús Ramírez, Doris Arias, Carlos Chinchilla y María Elena Gómez habían cometido una falta grave, por la cual la corte los amonestó por escrito y posteriormente cambió a una suspensión temporal del cargo.

## Fallecimiento
Solís falleció el 20 de agosto de 2022 por causas que no trascendieron, sin embargo, el abogado y amigo personal, Marvin Carvajal, reveló que el magistrado padecía problemas de salud desde hacía un año y medio, lo que provocó que fuera sometido a varias cirugías.
Patricia Solano, presidenta interina de la Corte Suprema de Justicia, declaró que la muerte de Solís fue un duro golpe para la institución por la calidad profesional y humana que lo caracterizó.

En el Poder Judicial ha sido una gran pérdida, no solo para ellos, sino para el país, por su calidad de jurista, por todos los temas que él impulsó y por la amistad que siempre nos brindó. Las condolencias para sus hijos, esposa y amigos. Este minuto de silencio es en su honor
Patricia Solano